# Systaria dentata
Systaria dentata là một loài nhện trong họ Miturgidae.
Loài này thuộc chi Systaria. Systaria dentata được Christa L. Deeleman-Reinhold miêu tả năm 2001.